# 陰性
| ウィキペディアには「陰性」という見出しの百科事典記事はありません（タイトルに「陰性」を含むページの一覧/「陰性」で始まるページの一覧）。 代わりにウィクショナリーのページ「陰性」が役に立つかもしれません。 |